# Metal Church (album)
A Metal Church az azonos nevű zenekar bemutatkozó albuma, mely 1985-ben jelent meg. A lemez (csakúgy mint az ezt követő The Dark) ma már metal klasszikus. Az albumon szerepel egy Deep Purple feldolgozás a Highway Star. Az első európai vinyl változat tartalmazott egy bónusz dalt is, Big Gunst. Ez a bónusz szám manapság a zenekar honlapjáról érhető el. Sok rajongó szerint ez a lemez a zenekar legjobbja.

## Számlista
| #  | Cím                     | Dalszöveg                         | Zene                                                 | Hossz |
| -- | ----------------------- | --------------------------------- | ---------------------------------------------------- | ----- |
| 1. | Beyond the Black        | Kurdt Vanderhoof                  | David Wayne Vanderhoof, Craig Wells                  | 6:23  |
| 2. | Metal Church            | Vanderhoof                        | Wayne, Vanderhoof, Wells                             | 5:03  |
| 3. | Merciless Onslaught     | Vanderhoof                        | Vanderhoof                                           | 2:54  |
| 4. | Gods of Wrath           | Vanderhoof                        | Wayne, Vanderhoof, Wells                             | 6:41  |
| 5. | Hitman                  | Vanderhoof                        | Wayne, Vanderhoof                                    | 4:39  |
| 6. | In the Blood            | Vanderhoof                        | Wayne, Vanderhoof, Wells                             | 3:31  |
| 7. | (My Favorite) Nightmare | Vanderhoof                        | Wayne, Vanderhoof, Wells                             | 3:12  |
| 8. | Battalions              | Wayne, Vanderhoof, Kirk Arrington | Vanderhoof, Wells                                    | 4:53  |
| 9. | Highway Star            | Ian Gillan                        | Ritchie Blackmore, Roger Glover, Jon Lord, Ian Paice | 4:39  |

| 10. | Big Guns (demo) | Vanderhoof | Wayne, Vanderhoof, Wells | 3:23 |

## Közreműködők
- David Wayne - ének
- Kurdt Vanderhoof - gitár
- Craig Wells - gitár
- Duke Erickson - basszusgitár
- Kirk Arrington - dob

Borítót készítette: David Wayne.